# Estonska krona
Estonska krona (znak kr, koda EEK, estonsko Eesti kroon) je bila uradna valuta Estonije od 20. junija 1992 do 31. decembra 2010, ko jo je zamenjal evro. Estonija je bila prva nekdanja sovjetska republika, ki je sprejela evro.
V obtoku so bili kovanci z vrednostmi 10, 20, 50 sentov, 1 in 5 kron ter bankovci z vrednostmi 5, 10, 25, 50, 100 in 500 kron.
Tečaj je bil 1 € = 15,64664 EEK.